# Stari Egipt
Stari Egipt je bila civilizacija starodavne severovzhodne Afrike. Sledila je prazgodovinskemu Egiptu in se začela razvijati okoli 3150 pr. n. št. s politično združitvijo Gornjega in Spodnjega Egipta pod kraljem Menesom, katerega se pogosto istoveti z Narmerjem. Zgodovina starega Egipta se je dogajala v nizu stabilnih kraljestev (Staro kraljestvo zgodnje  bronaste dobe, Srednje kraljestvo srednje bronaste dobe in Novo kraljestvo pozne bronaste dobe)  in nizu relativno nestabilnih vmesnih obdobij s skupaj 31 vladarskimi dinastijami.
Višek je dosegla v ramzeškem obdobju Novega kraljestva, v katerem je tekmovala s Hetiti, Asirci in Mitanci, potem pa je začela počasi propadati. Egipt so napadale in osvajale različne tuje sile, najprej Kanaanci/Hiksi, za njimi libijski Berberi, Nubijci, Asirci, Babilonci, ahemenidski Perzijci in v tretjem vmesnem obdobku in poznem obdobju Makedonci. Po smrti Aleksandra Velikega in delitvi njegovega imperija je v Egiptu zavladal njegov general Ptolemaj I. Soter. Grško Ptolemajsko kraljestvo je v Egiptu vladalo do leta 30 pr. n. št., ko je pod Kleopatro VII. padlo pod rimsko oblast in postalo rimska provinca.
Uspešnost staroegipčanske civilizacije je bila delno posledica njegove prilagoditve na pogoje kmetovanja v dolini Nila. Predvidljive poplave in sistematično namakanje so pripomogli k proizvodnji presežkov kmetijskih pridelkov, ki so omogočili večjo gostoto prebivalstva ter družbeni in kulturni razvoj. S proizvodnimi presežki je država spodbujala izkoriščanje naravnih bogastev doline Nila in sosednjih puščavskih pokrajin, omogočila razvoj lastne pisave, organizirala kolektivne gradbene in kmetijske projekte, trgovanje s sosednjimi državami in vojsko, ki je branila državo pred vdori tujcev in vzdrževala egipčansko nadoblast. Spodbujanje in organiziranje teh dejavnosti je bilo prepuščeno birokraciji elitnih pismoukov, verskih voditeljev in administratorjev pod nadzorom faraona, ki je svojo oblast vzdrževal z dodelanim sistemom verskih prepričanj.
Med velike dosežke starih Egipčanov spadajo tehnike lomljenja in obdelave kamna ter geodetske in gradbene tehnike, ki so omogočile gradnjo monumentalnih piramid, templjev in obeliskov. Med dosežke spadajo tudi matematični sistem, učinkovito zdravstvo, namakalni sistemi in tehnike obdelave zemlje, prve znane ladje iz lesenih desk,  tehnologije proizvodnje fajanse in stekla, nove literarne oblike in ne nazadnje prvi znani mirovni sporazum, sklenjen s Hetiti po bitki pri Kadešu. Stari Egipt nam je zapustil trajno dediščino. Njegova umetnost in arhitektura sta se na široko posnemali, njegovi artefakti pa raznesli po vsem svetu. Njegove monumentalne ruševine so cela stoletja navdihovale domišljijo potnikov in piscev. Ponovno odkrito spoštovanje do starega in izkopavanja v zgodnjem modernem obdobju, ki so jih vodili predvsem Evropejci in Egipčani, so privedla do znanstvenega raziskovanja egipčanske civilizacije in večjega razumevanja njene kulturne dediščine.

## Geografija
Civilizacija starega Egipta se je razvila u dolini reke Nil v severovzhodni Afriki. Geomorfološko spada Egipt v sredozemski bazen in je naravno povezan z Bližnjim vzhodom. Njegova lega je povzročila razvoj v okviru starih civilizacij Bližnjega vzhoda, ločenih od podsaharske Afrike.
Ozemlje staroegipčanske civilizacije se deli na rodovitne aluvialne ravnine v dolini Nila in okoliške puščavske predele. Dolina se od ustja Nila navzgor deli na naslednje regije:
- delta Nila
- spodnji Egipt
- gornji Egipt
- spodnja Nubija
- gornja Nubija

Okoliške puščave, v katerih je egipčanska civilizacija pustila svoje sledi, so:
- Libijska puščava
- Vzhodna puščava
- Nubijska puščava
- Sinajski polotok

Dolina Nila je bogata z aluvijalnimi naplavinami in zato izjemno primerna za kmetijstvo. Dolina je hkrati zelo siromašna z rudnimi bogastvi, zato so Egipčani vse surovine, kot so kamen za gradnje, zlato, srebro, turkiz ter kositer in baker za bron, pridobivali v okoliških pokrajinah. 

### Podnebje
Egipt ima subtropsko podnebje z zelo malo padavinami. Libijska puščava, na primer, je ena od najbolj suhih pokrajin na svetu. V prazgodovini je podnebje nihalo od zmerno vlažnega do izredno suhega, kakršno je zdaj. V puščavah je bilo nekaj naseljenih oaz. Kmetijstvo, od katerega je živelo prebivalstvo starega Egipta, je bilo odvisno od letnih poplav Nila, ki so se praviloma začele v juliju in trajale običajno okoli sto dni. V zelo ugodnem letnem obdobju so dajale vso potrebno količino vlage za rast poljščin in omogočale velike presežke pridelkov. Tega so se Egipčani zavedali že v zelo zgodnjem obdobju. Starogrški zgodovinar Herodot je Egipt imenoval »dar Nila«.

## Zgodovina
Reka Nil je bila večino človeške zgodovine življenjska žila za pokrajine ob njem. Rodovitne poplavne ravnice so dale ljudem možnost za stalno naselitev, razvoj kmetijstva in razvoj bolj dovršene centralizirane družbe, ki je postala temelj egipčanske civilizacije. Nomadski lovci in nabiralci so se v dolini Nila za stalno naselili proti koncu srednje ledene dobe pred približno 120.000 leti. V pozni kameni dobi je sušno podnebje severne Afrike postajalo še bolj vroče in suho, kar je prisililo prebivalce tega območja, da so se selili k reki. 

### Preddinastično obdobje
V preddinastičnem in zgodnjem dinastičnem obdobju je bilo podnebje v Egiptu veliko manj sušno, kot je danes. Velik del države so pokrivale obsežne savane s čredami kopitarjev. Rastlinstvo in živalstvo sta bili v vseh okoljih veliko bolj bogati, ob Nilu pa so bile velike populacije vodnih ptic. Lov je bil za Egipčane pomembna dejavnost. V tem obdobju se je udomačilo tudi veliko domačih živali.
Okoli leta 5500 pr. n. št. so majhna plemena iz porečja Nila razvila več kultur, ki kažejo na obvladovanje kmetijstva in živinoreje ter prepoznavno lončenino in osebne predmete kot so glavniki, zapestnice in koralde. Največja od teh zgodnjih kultur v Gornjem (južnem) Egiptu je bila badarska kultura, ki je nastala verjetno v zahodni puščavi. Znana je po visokokakovostni keramiki, kamnitem orodju in uporabi bakra. Badarski kulturi sta sledili amraška kultura (Nakada I) in gerzeška kultura (Nakada II) ki sta prinesli številne tehnološke izboljšave. Egipčani so že v preddinastičnem obdobju amraške kulture iz Etiopije uvažali obsidian za izdelavo ostrih rezil in drugih predmetov. V obdobju Nakada II so imeli Egipčani prve dokazane stike z Bližnjim vzhodom, zlasti s Kanaanom in Biblosom na sredozemski obali. Kultura Nakada II, ki se je začela v nekaj majhnih poljedelskih skupnostih, se je v tisoč letih razvila v močno civilizacijo, katere voditelji so popolnoma obvladovali prebivalstvo in vire v dolini Nila.
Z vzpostavitvijo centra moči v Hierakonpolisu in kasneje v Abidosu so voditelji v obdobju Nakada III razširili svojo oblast ob Nilu navzdol. Trgovali so tudi z Nubijo na jugu, oazami v zahodni puščavi ter kulturami vzhodnega Sredozemlja in Bližnjega vzhoda. V nubijskih kraljevih grobovih v Qustulu so odkrili predmete z najstarejšimi znanimi egipčanskimi dinastičnimi simboli, kot sta bela krona Gornjega Egipta in sokol.
Nakadska kultura je prinesla številne in raznolike dobrine, kar kaže na vse večjo moč in bogastvo elite, kot tudi predmetov za osebno rabo, kot so glavniki, kipci, poslikana keramika, dekorativne kamnite vaze visoke kakovosti, kozmetične palete in nakit iz zlata, lapisa lazuli in slonovine. Razvila je tudi keramično glazuro, znano kot fajansa, ki se je uporabljala tudi v rimskem obdobju za krašenje skodelic, amuletov in figuric. V zadnji preddinastični fazi nakadske kulture so se začeli uporabljati pisni simboli, ki so se sčasoma razvili v sistem hieroglifov za pisanje staroegipčanskega jezika.

### Zgodnje dinastične obdobje (okoli 3050–2686 pr. n. št.)
Zgodnje dinastično obdobje je bila približno sodobno z zgodnjo sumersko-akadsko civilizacijo v  Mezopotamiji in antičnem Elamu. V 3. stoletju pr. n. št. je egipčanski svečenik in zgodovinar Maneto iz delte Nila faraone od Menesa do faraonov iz svojega časa razdelil na trideset dinastij. Njegov sistem se uporablja še danes. Za prvega faraona v svoji uradni zgodovini je izbral Menija (grško Menes), ki je po izročilu okoli leta 3100 pr. n. št. združil Gornji in Spodnji Egipt v enotno držvo.
Združevanje v eno državo se je v resnici dogajalo bolj postopoma kot pišejo staroegipčanski pisci, Menesa pa ne omenja noben zapis iz njegovega obdobja. Nekateri sodobni znanstveniki so prepričani, da bi Menes lahko bil faraon Narmer, ki je na ceremonialni Narmerjevi paleti, simboličnem aktu združitve, upodobljen s kraljevskima kronama obeh kraljestev.  V zgodnjem dinastičnem obdobju okoli leta  3150 pr. n. št. je prva dinastija kraljev utrdila oblast nad Spodnjim Egiptom in ustanovila prestolnico Memfis, iz katere je bilo mogoče nadzirati delovno silo in kmetijstvo v rodovitni Nilovi delti in ključne in donosne trgovske poti proti Levantu. Rast moči in bogastva kraljev zgodnjih dinastij se je odražala v njihovih dodelanih  mastabah (grobnicah) in pogrebnih kultnih objektih v Abidosu, ki so služili za čaščenje pobóženih kraljev po njihovi smrti. Močna institucija vladarja, ki so jo razvili faraoni, je služila uzakonitvi državnega nadzora nad zemljišči, delom in sredstvi, ki so bili bistvenega pomena za preživetje in rast starodavne egipčanske civilizacije.

### Staro Kraljestvo (2686–2181 pr. n. št.)
Dobro razvita centralna uprava v Starem kraljestvu je omogočila večjo produktivnost kmetijstva in posledično rast prebivalstva, kar je sprožilo velik napredek v arhitekturi, umetnosti in tehnologiji. Med največje dosežke tega obdobja spadajo piramide v Gizi in Velika sfinga. Država je bila razdeljena na 42 okrožij ali nom, ki so jim vladali nomarhi. Državni uradniki pod vodstvom vezirja so pobirali davke, usklajevali gradnje in vzdrževanje namakalnih sistemov, novačili kmete za delo na gradbenih projektih in vzdrževali pravosodni sistem za ohranjanje reda in miru.
Vzporedno z rastjo moči centralne uprave je nastajal nov razred izobraženih pisarjev in uradnikov, katerim je faraon kot plačilo za njihove usluge dodeljeval zemljiške posesti. Faraoni so posesti poklanjali tudi svojim posmrtnim kultom in templjem, da bi jih častili tudi po smrti. Znanstveniki so prepričani, da je pesto let takšne prakse počasi razjedlo gospodarsko moč faraonov in gospodarstvo ni več zmoglo vzdrževati velike državne uprave. Z zmanjševanjem moči faraonov je začela rasti moč regionalnih guvernerjev – nomarhov, ki so se začeli upirati faraonovi nadoblasti. Ta dogajanja so v letih 2200 do 2150 pr. n. št. spremljale velike suše, ki so domnevno povzročile propad Starega kraljestva. Začelo se je 140 let dolgo obdobje pomanjkanja in notranjih sporov, imenovano  Prvo vmesno obdobje.

### Prvo vmesno obdobje (2181–1991 pr. n. št.)
Po propadu centralne vlade ob koncu Starega kraljestva državna uprava ni več mogla podpirati in stabilizirati državnega gospodarstva. Regionalni guvernerji v času krize niso mogli računati na faraonovo pomoč. Pomanjkanje hrane in politični spori so se stopnjevali v lakoto in majhne državljanske vojne. Nekateri lokalni voditelji so krizo prebrodili tako, da so faraonu prenehali plačevati davke in s temi sredstvi vzpostavili neodvisnost in cvetoče kulture v svojih provincah. Z vzpostavitvijo nadzora nad svojimi viri so province obogatele, kar se je odrazilo tudi v večjih in razkošnejših pokopih v vseh družbenih razredih. V eksploziji ustvarjalnosti so lokalni obrtniki vpeljali nove in prilagodili stare kulturne motive, ki so bili pred tem v domeni vladarjev Starega kraljestva. Pismouki so razvili literarne sloge, ki so izražali optimizem in izvirnost tega obdobja. 
Lokalni vladarji, osvobojeni obveznosti do faraona, so začeli med seboj tekmovati za oblast nad ozemljem in politično moč. Do leta 2160 pr. n. št. so vladarji v Herakonpolisu prevzeli oblast v Spodnjem Egiptu na severu, medtem ko so njihovi rivali iz družine Intefa I. s sedežem v Tebah prevzeli oblast v Gornjemu Egiptu na jugu. Z Intefovim širjenjem oblasti proti severu je postal spopad s Herakonpolisom neizogiben. Okoli leta 2055 pr. n. št. so tebanske sile pod Nebhepetrejem Mentuhotepom II. dokončno porazile vladarje Herakonpolisa in ponovno združili oba Egipta. Začelo se je obdobje gospodarskega in kulturnega preporoda, znano kot Srednje kraljestvo.

### Srednje Kraljestvo (2134–1690 pr. n. št.)
Faraoni Srednjega kraljestva so ponovno vzpostavili blaginjo in stabilnost v državi, spodbujali oživitev umetnosti, književnosti in gradnjo monumentalnih zgradb. Mentuhotep II. in njegovi nasledniki iz Enajste dinastije  so vladali iz Teb, njihov vezir Amenemhet I. pa je po prevzemu oblasti na začetku Dvanajste dinastije prestolnico okoli leta 1985 pr. n. št. preselil v mesto Itžtavi v oazi Fajum. Faraoni Dvanajste dinastije so izvedli daljnosežne melioracije in zgradili namakalne sisteme za povečanje kmetijske proizvodnje v regiji. Razen tega so ponovno osvojili ozemlje v Nubiji, bogato s  kamnolomi in rudniki zlata. V vzhodni Nilovi delti so zgradili obrambni sistem, znan kot Vladarjevi zidovi.
Ko so faraoni dosegli vojaško in politično stabilnost in izobilje kmetijskih pridelkov, sta se razcveteli umetnost in religija. V nasprotju z elitističnim odnosom do bogov v Starem kraljestvu, je v Srednjem kraljestvu prišla so izraza povečana osebna pobožnost, ki bi jo lahko imenovali demokratizacija posmrtnega življenja, v kateri so vsi ljudje imeli dušo in bili po smrti dobrodošli v družbi bogov. Za književnost Srednjega kraljestva so značilne prefinjene téme in osebe, napisane v samozavestnem govorniškem slogu.  Reliefi in portretne skulpture so dobili prefinjene podrobnosti in dosegli nov višek tehnične popolnosti.
Faraon Sesostris III. je v 19. stoletju pr. n. št. razpustil nomarhe in centraliziral državo. Kraljestvo je razdelil na tri dele, Severni, Srednji in Južni Egipt, ki so bilo podrejeni vezirju. 
Zadnji veliki vladar Srednjega kraljestva, Amenemhet III., je dovolil semitsko govorečim Kanaancem z Bližnjega vzhoda naseliti se v Nilovi delti, da bi zagotovil dovolj delovne sile predvsem za svoje obsežne rudarske in gradbene dejavnosti. Te dejavnosti in velike povodnji med njegovo vladavino so zavrle gospodarstvo in počasi pripeljale v Drugo vmesno obdobje s Trinajsto in Štirinajsto dinastijo. Med tem upadanjem gospodarstva so naseljenci iz Kanaana začeli prevzemati nadzor v Nilovi delti in nazadnje prišli na oblast kot Hiksi.

### Drugo vmesno obdobje (1674–1549 pr. n. št.)
Okoli leta 1785 pr. n. št. je moč faraonov Srednjega kraljestva tako oslabela, da so semitski kanaaski Hiksi iz Avarisa v vzhodni Nilovi delti prevzeli oblast v severnem Egiptu in prisilili centralno vlado na umik v Tebe. Faraona so obravnavali kot svojega vazala in pričakovali, da jim bo plačeval davek. Hiksi (iz grškega hyxos, tuji vladarji) so obdržali egipčanski model vladanja in naziv faraon in v svojo kulturo vgradili egipčanske elemente. Oni in drugi zavojevalci z vzhoda so v Egipt so prinesli nova orožja, med katerimi sta bila najpomembnejša kompozitni lok in bojni voz s konjsko vprego.
Avtohtoni tebanski kralji so se po svojem umiku znašli ujeti med kanaanskimi Hiksi na severu in njihovimi nubijskimi zavezniki Kušiti na jugu. Po letih vazalstva so Tebe zbrale dovolj moči, da so začele vojno s Hiksi, ki je trajala več kot 30 let do leta 1555 pr. n. št. Faraonoma Sekenenreju Taoju II. in Kamoseju je nazadnje uspelo premagati Nubijce na jugu, ne pa tudi Hiksov. Ta nalogo je opravil Kamosejev naslednik  Ahmose I., ki je v vrsti uspešnih akcij za vedno izkoreninil Hikse v Egiptu in ustanovil novo vladarsko dinastijo. V Novem kraljestvu, ki je sledilo, je osrednja prednostna naloga faraonov postala vojska, s katero so nameravali razširiti meje Egipta in poskušali pridobiti nadvlado nad Bližnjim vzhodom.

### Novo Kraljestvo (1549–1069 pr. n. št.)
Faraoni Novega Kraljestva so z zavarovanjem meja in utrditvijo diplomatskih zvez s svojimi sosedi, vključno z Mitanskim kraljestvom, Asirijo in Kanaanom, vzpostavili obdobje izjemne blaginje. Vojni pohodi Tutmoza I. in njegovega vnuka Tutmoz III. so razširili vpliv faraonov do največjega obsega ozemlja v zgodovini Egipta. Faraonka Hačepsut je med svojo vladavino spodbujala mir in obnovila trgovske poti, izgubljene med okupacijo Hiksov, in jih razširila na nove regije. Ob smrti Tutmozisa III. leta 1425 pr. n. št. se je Egipt raztezal od Nije v severozahodni Siriji do četrtega katarakta Nila v Nubiji. Faraon je razen tega utrdil zavezništva in odprl dostop do kritičnih uvoznih surovin kot sta bila bron in les.
Faraoni Novega Kraljestva so začeli graditi velike zgradbe v čast boga Amona. Središče njegovega kulta je bilo v Karnaku. Gradili so tudi spomenike, ki so poveličevali njihove resnične in izmišljene dosežke. Tempelj v Karnaku je največji, ki so ga kdaj zgradili v Egiptu. Takšne pretirane in veličastne zgradbe je v svoji skoraj dvaindvajsetletni vladavini gradila tudi faraonka Hačepsut. Njena vladavina je bila zelo uspešna, zaznamovana z dolgim obdobjem miru in bogastva, gradnjami, trgovskimi odpravami v Punt, obnovo tujih trgovskih mrež ter velikimi gradbenimi projekti, vključno z elegantnim pogrebnim templjem, ki je bil konkurenčen grški arhitekturi tisoč let kasneje, nekaj ogromnimi obeliski in kapelo v Karnaku. Amenhotep II., naslednik Hčepsutiniga načaka in pastorka Tutmozisa III., je proti koncu očetovega vladanja poskušal izbrisati njeno zapuščino in si prilastil veliko njenih dosežkov. Poskušal je tudi spremeniti mnoge uveljavljene dosežke, ki so se razvili skozi stoletja. Nekateri egiptologi v njegovem omejevanju vpliva žensk vidijo jalov poskus, da bi ženskam onemogočil priti na egipčanski prestol.
Okoli leta 1350 pr. n. št. je stabilnost Novega kraljestva močno ogrozil Amenhotep IV., ki je po prihodu na prestol uvedel vrsto korenitih in kaotičnih reform. Preimenoval se je v Ehnatona in kot vrhovnega in edinega uvedel do takrat nejasnega sončnega boga Atona. Zatrl je čaščenje večine drugih božanstev in napadel moč duhovščine, v kateri so dominirali po njegovem mnenju korumpirani častilci boga Amona v Tebah. Prestolnico je preselil v na novo zgrajeno mesto Ahetaton (Atonovo mesto, sodobna Amarna) in se ni odzval na dogodke na Bližnjem vzhodu, kjer so oblast prevzeli združeni Hetiti, Mitanci in Asirci. Bil je povsem predan novi religiji in novemu umetniškemu slogu.
Boga Atona so upodabljali kot sončni disk in v njegovo čast napisali Himno sončnemu božanstvu. Himno je napisal verjetno sam Ehnaton. Po njegovi smrti se je Atonov kult hitro opustil. Amonovi svečeniki so kmalu ponovno dobili prejšnjo moč in prestolnico preselili nazaj v Tebe. Njegovi nasledniki Tutankamon, Aj in Horemheb so pod vplivom Amonovih svečenikov poskušali zbrisati vse sledove Ehmatonove herezije, znane kot amarnsko obdobje.
Okoli leta 1279 pr. n. št. je prišel na prestol faraon Ramzes II., znan tudi kot Ramzes Veliki, ustanovitelj Devetnajste dinastije. Zgradil je več templjev, postavil največ kipov in imel več otrok kot kateri koli faraon v egipčanski zgodovini. Z dvema ženama in priležnicami iz svojega harema je imel več kot sto otrok. Bil je drzen vojaški poveljnik, ki se je spopadel s Hetiti v slavni bitki pri Kadešu v sodobni Siriji. Po neodločenem izidu bitke je okoli leta 1258 pr. n. št. s hetitskim kraljem Hatušilijem III. sklenil mirovni sporazum, prvi v človeški zgodovini. Egipt in Hetitsko cesarstvo nista bila sposobna vzpostaviti nadoblasti eden nad drugim, oba pa sta se bala vedno močnejšega Srednjega asirskega cesarstva. Egipčani so se po bitki umaknili s skoraj celega Bližnjega vzhoda, Hetiti pa niso bili dovolj močni, da bi tekmovali z močnimi Asirci in novimi prišleki Frigijci.
Bogastvo Egipta je bilo vabljiva tarča za napadalce, zlasti libijske Berbere na zahodu, in »ljudstvo z morja«, verjetno konfederacija pomorščakov z Egejskega morja. Egipt je sprva odbijal napade vsiljivcev, potem pa je sčasoma izgubil nadzor nad svojim preostalim ozemljem v južnem Kaananu. Veliko tega ozemlja so osvojili Asirci. Učinke zunanjih groženj so še poslabšali notranji problemi, kot so korupcija, ropanje grobov in nemiri. Visoki duhovniki v Amonovem templju v Tebah so po ponovni pridobitvi moči pridobili tudi ogromne zemljiške posesti in bogastvo in njihova moč je v Tretjem vmesnem obdobju razbila egipčansko državo.

### Tretje vmesno obdobje (1069–653 pr. n. št.)
Po smrti Ramzesa XI. leta 1078 pr. n. št. je oblast v severnem delu Egiptu prevzel Smendes in vladal iz Tanisa. Južni del Egipta so trdno nadzirali visoki Amonovi svečeniki iz Teb, ki so Mendesa kot vladarja priznavali samo po imenu. V tem času so se v zahodni Nilovi delti naselila berberska plemena iz sedanje Libije  in zaradi šibke države začeli krepiti svojo avtonomijo. Libijski knezi pod Šošenkom I. so leta 945 pr. n. št. prevzeli oblast v delti in ustanovili libijsko berbersko Bubastitsko dinastijo, ki je vladala približno 200 let. Šošenk I. je z imenovanjem svojih družinskih članov na pomembne duhovniške položaje dobil oblast tudi nad južnim Egiptom. 
Sredi  9. stoletja pr. n. št. je Egipt poskusil ponovno osvojiti Bližnji vzhod, vendar mu to ni uspelo. Faraon Osorkon II. se je s številnimi zavezniki, med njimi tudi Perzijci, Izraelci, Hamati, Feničani/Kanaanci, Arabci, Aramejci in Hetiti, leta 853 pr. n. št. v bitki pri Karkarju spopadel z močnim asirskim kraljem Šalmaneserjem III. Egipčanska velika koalicija je razpadla in Novoasirsko cesarstvo je še naprej dominiralo v zahodni Aziji. 
Oblast libijskih Berberov v delti je začela spodkopavati domača dinastija iz Leontopolisa (sedanje arheološko najdišče in naselje Tell el-Muqdam). Na jugu so Egpit še vedno ogrožali nubijski Kušiti. Stanje v Egiptu je spodbudilo kušitskega kralja Pijeja, da je leta 727 pr. n. št. napadel Egipt. Pije je zlahka prevzel oblast v Tebah in jo postopoma razširil do Nilove delte. Osvajanje je opisal na svoji steli zmage in postavil temelje za kasnejšo Petindvajseto egipčansko dinastijo.  Faraon Taharka iz te dinastije je ponovno združil Dve deželi, se pravi Spodnji in Gornji Egipt. Kraljestvo v dolini Nila je postalo tako veliko kot v Novem kraljestvu. 
S Petindvajseto dinastijo je Egipt doživel nov preporod. Vera, umetnost in arhitektura so ponovno dosegle slavo iz časov Starega, Srednjega in Novega kraljestva. Faraoni, med njimi tudi Taharka, so na veliko gradili ali obnavljali svetišča in spomenike po vsej dolini Nila, vključno z Memfisom, Karnakom, Kavo, Jebel Barkalom in drugimi mesti. V tem času so se po Srednjem kraljestvu prvič ponovno začele na široko graditi piramide, mnoge tudi v sodobnem Sudanu.
Pije je večkrat neuspešno poskusil razširiti egipčanski vpliv na Bližnji vzhod, ki je bil pod asirsko oblastjo. Leta 720 pr. n. št. je z vojsko v podprl upor proti Asiriji v Filisteji in Gazi. V vojni s Sargonom II. je bil poražen in upor je propadel. Leta 711 pr. n. št. je Pije ponovno podprl upor proti Asircem, ki so ga tokrat vodili Izraelci iz Ašdoda, in bil ponovno poražen in prisiljen na umik z Bližnjega vzhoda.
Od 10. stoletja pr. n. št. dalje je Asirija poskušala prevzeti oblast tudi nad južnim Levantom. Mesta in kraljestva iz južnega Levanta so zato večkrat prosila Egipt za pomoč v bojih z močno asirsko vojsko. Bližnji vzhod je poskušal osvojiti tudi faraon Taharka, ki je sprva imel nekaj uspehov. Med Sanheribovim obleganjem Jeruzalema je podprl judovskega kralja Ezekija in Asirci so se umaknili. Vzrok za njihov umik je še vedno predmet razprav. Eden od mogočih vzrokov je umik pred premočno egipčansko/kušitsko vojsko, drugi pa bolezen. Henry Aubin trdi, da je kušitsko/egipčanska vojska ubranila Jeruzalem pred Asirci in preprečila njihovo vrnitev ves preostanek Sanheribovega življenja (20 let). Senaheribovi letopisi kljub temu pišejo, da je Senaherib prisilil Jude k plačevanju davka.
Sanheriba so po njegovem uničenju uporniškega Babilona, svetega mesta vseh Mezopotamcev, tudi Asircev, ubili njegovi sinovi. Leta 674 pr. n. št. je njegov naslednik  Esarhadon poskušal z majhno vojsko vdreti v Egipt, vendar je Taharka napad odbil. Leta 671 pr. n. št. je poskus ponovil s celo vojsko. Del vojske je pustil zadaj, da je obračunal z uporniki v Feniciji in Izraelu, z glavnino pa je odšel na jug do Rapihuja, prečkal Sinaj in vdrl v Egipt, kjer je odločilno premagal Taharko in zasedel Memfis, Tebe in vsa druga večja mesta v Egiptu. Taharka se je moral umakniti domov v Nubijo. Esarhadon se je razglasil za »kralja Egipta, Patrosa in Kuša« in se z bogatim plenom umaknil iz Egipta. Ob odhodu je v severnem Egiptu postavil Stelo zmage, na kateri je napisal, da so »vsi Etiopci (Nubijci/Kušiti) pred njim zbežali iz Egipta, da ni ostal niti eden, da bi se mu priklonil«, in v Ninivah paradiral z ujetim princem, Taharkovim sinom Ušanhurujem. V Egiptu je pustil majhno vojsko in po celem Egiptu namestil domače egipčanske prince, ki so vladali v njegovem imenu. Esarhadonova osvojitev Egipta je pomenil konec kratkoživega Kušistkega cesarstva.
Avtohtoni egipčanski vladarji, ki jih je instaliral Esarhadon, niso bili sposobni za dolgo ohraniti oblasti nad celo državo. Dve leti kasneje se je Taharka vrnil iz Nubije in osvojil Egipt do Memfisa na severu. Esarhadon se je pripravljal na nov pohod v Egipt, vendar je zbolel in v Ninivah umrl še preden je zapustil Asirijo. Njegov naslednik Asurbanipal je poslal v Egipt svojega generala Šanabušuja z majhno, vendar dobro izurjeno vojsko, ki je v Memfisu dokončno premagala Taharko in ga ponovno prisilila na beg v Nubijo, kjer je dve leti kasneje umrl.
Njegov naslednik Tanutamon je poskušal ponovno zasesti Egipt, vendar mu to ni uspelo. Premagal je samo domorodnega marionetnega vladarja Nehoja, Asurbanipalovega vazala v Tebah. Asirci so nato proti njemu poslali veliko vojsko, ki ga je uničila in prisilila na beg v Nubijo. Asirska vojska je zatem tako izropala Tebe, da se niso nikoli več povsem opomogle. Na egipčanski prestol je prišel Psametik I., ki je vladal kot Asurbanipalov vazal. Nubijci niso nikoli več ogrozili niti Asirije niti Egipta.

### Pozno obdobje (672–332 pr. n. št.)
Asirci so opustili načrte za širjenje svojega imperija in oblast v Egiptu prepustili vazalom, kasneje znanim kot Saitska ali Šestindvajseta dinastija. Leta 653 pr. n. št. je faraon Psametik I. izkoristil asirsko vojno za osvojitev Elama, zaradi katere je v Egiptu ostalo samo nekaj asirskih vojaših enot, in se s pomočjo lidijskih in grških najemnikov razmeroma mirno osvobodil asirskega vazalstva. Psametik in njegovi nasledniki so kljub temu vzdrževali miroljubne odnose z Asirijo. Ko je mesto Naukratis postalo dom grških priseljencev v Nilovi delti, se je grški vpliv v Egiptu močno povečal. 
Leta 609 pr. n. št. je faraon Neho II. začel vojno z Babilonci, Kaldejci, Medijci in Skiti, s katero je poskušal osvoboditi Asirijo, ki so jo po krvavi državljanski vojni opustošila omenjena ljudstva. Poskus mu ni uspel. Egipčani so z napadom predolgo odlašali, zato so Ninive že padle, kralj Sin-šar-iškun pa je bil mrtev. Neho je kljub temu napadel in zlahka obračunal z izraelsko vojsko kralja Josiaha, potem pa je pri Haranu skupaj z Asirci izgubil bitko proti Babiloncem, Medijcem in Skitom. Neho II. in Ašur Ubalit sta bila dokončno poražena pri Arameji v sedanji Siriji leta 605 pr. n. št. Egipčani so ostali na Bližnjem vzhodu še nekaj desetletij in se spopadali z Babilonci kraljev Nabopolasarja in Nebukadnezarja II. za oblast v delih nekdanjega Asirskega imperija v Levantu, potem pa so bili prisiljeni na umik v Egipt. Nebukadnezar II. je leta 567 pr.n. št. celo na kratko napadel Egipt.  Saitski kralji so za svojo prestolnico izbrali Sais in doživeli kratek, vendar živahen preporod gospodarstva in kulture, dokler niso leta  525 pr. n. št. Egipta napadli Perzijci pod poveljstvom Kambiza II. Po zajetju faraona Psametika III. v bitki pri Peluziju je Kambiz II. prevzel vlogo faraona Egipta, vendar je sklenil, da mu bo vladal iz Suse v Perziji. Egipt je pretvoril v perzijsko satrapijo. V 5. stoletju pr. n. št. so se Egipčani nekajkrat uprli Perzijcem, vendar se niso mogli dokončno otresti perzijske nadoblasti.
Po priključitvi k Perziji se je Egipt pridružil Cipru in Feniciji (sodobni Libanon) v Šesti satrapiji Ahemenidskega cesarstva. Prvo obdobje perzijske vladavine je znano tudi kot Sedemindvajseta egipčanska dinastija, ki se je po več kot sto letih vladavine končala leta 402 pr. n. št. Od leta 380 do 343 pr. n. št. je vladala zadnja domorodna vladarska Trideseta dinastija, ki se je končala z Nektanebom II.   Kratkotrajna ponovna vzpostavitev perzijske oblasti, včasih imenovana Enaintrideseta dinastija, se je začela leta 343 pr. n. št. in se končala leta 332 pr. n. št., ko je faraon Mazaces brez odpora predal Egipt makedonskemu vladarju Aleksandru Velikemu. 

### Ptolomejsko obdobje (332–30 pr. n. št.)
Po predaji zadnjega perzijskega faraona/satrapa leta 332 pr. n. št. so Egipčani sprejeli Aleksandra Velikega kot rešitelja. Aleksandrovi nasledniki, makedonska  Ptolemajska dinastija, so vzpostavili novo državno upravo, ki je temeljila na egipčanskem modelu, in ustanovili prestolnico v Aleksandriji. Mesto je kazalo moč in prestiž helenistične oblasti in postalo središče učenosti in kulture s središčem v slavni Aleksandrijski knjižnici. Aleksandrijski svetilnik je kazal pot številnim ladjam, ki so trgovale z mestom in preko njega, in ustvarjale velike dohodke in spodbujale razvoj podjetništva, zlasti proizvodnjo papirusa.
Helenistična kultura ni izpodrinila avtohtone egipčanske kulture, ker so Ptolomejci podpirali stara izročila, da bi si s tem zagotovili lojalnost ljudstva. Vladarji so gradili nove templje v egipčanskem slogu, podpirali tradicionalne kulte in sami sebe imeli za faraone. Pojavila se je tudi navada, da so grške in egipčanske bogovove združevali v nove bogove, kot na primer Serapisa. Tradicionalni egipčanski kiparski slog je prišel pod velik vpliv klasičnega grškega kiparstva. Ptolemajcem so se kljub temu, da so poskušali vladati v sožitju s prebivalstvom, dogajali lokalni upori, rivalstvo v družini in nasilna aleksandrijska mestna drhal, ki se je razbohotila po smrti Ptolemaja IV.  Poleg tega je Rim, ki je bil zelo odvisen od uvoza žita iz Egipta, še kako zanimalo politično stanje v državi. Stalni upori, ambiciozni politiki in močna sirska opozicija z Bližnjega vzhoda so razmere še poslabšali in spodbudili Rimsko cesarstvo, da je z vojsko zagotovilo mir in organiziralo Egipt kot svojo provinco.

### Rimsko obdobje (30 pr. n. št.–641)
Po porazu Marka Antonija in ptolomejske kraljice Kleopatre VII. V bitki pri Akciju z Oktavijanom, kasnejšim cesarjem Avgustom, je Egipt leta 30 pr. n. št. prišel pod rimsko oblast. Rimsko cesarstvo je zaradi svoje življenjske odvisnosti od uvoza žita iz Egipta z vojsko pod poveljstvom prefekta, ki ga je imenoval cesar, zatiralo upore, dosledno nasilno pobiralo visoke davke in preprečevalo napade razbojnikov, ki so v tem času postali zelo problematični. Zaradi velikih potreb Rima po eksotičnih predmetih z Orienta je Aleksandrija postala pomembno središče trgovanja z Bližnjim vzhodom.
Čeprav so imeli Rimljani do Egipčanov bolj sovražno stališče kot Grki, se je nekaj starih običajev, na primer mumificiranje pokojnikov in čaščenje starih bogov, kljub temu ohranilo. Cvetela je tudi umetnost portretiranja mumij. Nekateri cesarji so sebe prikazovali kot faraone, vendar ne v taki meri kot Ptolomejci. Večina rimskih cesarjev ni živela v Egiptu in ni opravljala protokolarnih funkcij vladarjev Egipčanskega kraljestva. Lokalna uprava je postala rimska in nedostopna za domorodne Egipčane.
Sredi 1. stoletja n. št. je v Egiptu pognalo korenine krščanstvo, na katerega so gledali kot na nesprejemljiv kult. Krščanstvo je bilo brezkompromisno verstvo, ki je poskušalo spreobrniti egipčanske in grškorimske vernike in s tem ogrozilo stara verska izročila. To je pripeljalo do preganjanja spreobrnjencev, ki je doseglo vrh z velikimi Dioklecijanovimi čistkami okoli leta 303. Krščanstvo je nazadnje kljub temu zmagalo. Leta 391 je krščanski cesar Teodozij I. z zakonom prepovedal poganske obrede in zaprl templje. Aleksandrija je postala prizorišče velikih protipoganskih nemirov in uničevanja javnih in zasebnih verskih simbolov. Posledica teh dogajanj je bilo propadanje domače egipčanske kulture. Domače prebivalstvo je še govorilo egipčansko, veščina pisanja in branja hieroglifov pa je zaradi zmanjšane vloge in števila egipčanskih svečenikov postopoma izginila. Veliko templjev se je pretvorilo v krščanske cerkve ali propadlo v puščavi.
Po delitvi Rimskega cesarstva v 4. stoletju n. št. je Egipt postal del Vzhodnega rimskega cesarstva, znanega kot Bizantinsko vesarstvo, s prestolnico v Konstantinoplu. Egipt so v letih  618–628 osvojili perzijski Sasanidi. Pod bizantinskim cesarjem Heraklijem je leta 629 ponovno prišel pod bizantinsko oblast.
Decembra  639 je Egipt napadla arabska vojska s 4000 vojaki pod poveljstvom Amr Ibn Al-Aasa in hitro napredovala v delto Nila. Bizantinska vojska, izčrpana zaradi stalnih vojn s Perzijci, se je umaknila v utrjena mesta in se se uspešno branila več kot eno leto. Arabci so dobili okrepitve in aprila 641 osvojili Aleksandrijo. Bizantinci so leta 646 z ladjevjem poskušali ponovno osvojiti Aleksandrijo, vendar jim to ni uspelo in Egipt je dokončno prišel pod arabsko oblast. Grška in rimska vladavina v Egiptu sta se po 975 letih končali.
Arabci so neislamskim vernikom dovolili prakticirati svojo vero, vendar so morali zato plačevati poseben davek, znan kot džizja. V zameno jim ni bilo treba služiti v islamski vojski. Kristjani in Judje, ki so tako kot muslimani verovali v Sveto pismo, so dobili poseben položaj (dhimmi). Prebivalstvo se je v naslednjih nekaj stoletjih arabiziralo in islamiziralo. Koptski jezik kot naslednik egipčanskega, ki se je sprva ohranil kot jezik egipčanskih kristjanov, se zdaj uporablja samo še v omejenem obsegu v koptski pravoslavni liturgiji.

## Vlada in gospodarstvo

### Uprava in trgovina
Faraon je bil absolutni vladar v državi in imel, vsaj teoretično, popolno oblast nad državo in njenimi viri. Bil je vrhovni vojaški poveljnik in glava oblasti, ki jo je izvajala velika vojska državnih uradnikov. Za državno upravo je bil pooblaščen vezir, drugi mož v državi in faraonov namestnik, ki je koordiniral razdeljevanje zemlje, državno blagajno, gradbene projekte, pravni sistem in arhive.
Država je bila razdeljena na 42 upravnih enot – nomov, ki so jih upravljali vezirju sodno odgovorni nomarhi. Hrbtenico državnega gospodarstva so tvorili tamplji, ki niso bili zadolženi samo za verske zadeve, ampak tudi za zbiranje in skladiščenje dobrin. Templji so imeli dodelan sistem žitnic in zakladnic. Sistem so nadzirali nadzorniki, ki so hkrati skrbeli za razdeljevanje žita in drugih dobrin.
Večina gospodarsva je bila centralizirana in strogo nadzirana. Četudi so Egipčani začeli uporabljati denar šele v Poznem obdobju,  so imeli nekakšen denarno- menjalniški sistem. Menjalni enoti sta bili  standardna vreča žita in deben, ki je ustrezal približno trem unčam (91 g) bakra ali srebra. Delavci so bili plačani v žitu. Delavec je za nezahtevno delo dobil 7½ vreč (250 kg) žita na mesec. Cene so bile v celi državi enake in zaradi lažjega trgovanja napisane na cenikih. Platnena srajca, na primer, je stala 5  debenov bakra, krava pa 140 debenov bakra. Z žitom se je lahko prosto trgovalo po predpisanih cenikih.   Kovan denar je v Egipt prišel iz tujine sredi 5. stoletja pr. n. št. Prvi kovanci niso bili pravi kovanci, ampak kosi plemenitih kovin s standardizirano maso. V naslednjih stoletjih se je začel kovati pravi denar.

## Družba in kultura

### Socialni položaj
Egipčanska družba je bila zelo razslojena z jasno izoblikovanimi družbenimi položaji.
Moški in ženske iz vseh družbenih razredov, razen sužnjev, so bili pred zakonom enaki. Pravico do pritožbe vezirju in nadomestilo škode je imel tudi kmet iz najnižjega družbenega razreda. Moški in ženske so imeli pravico do prodaje svoje lastnine, sklepanja pogodb, sklepanja zakonske zveze in razveze, dedovanja in vodenja sodnih sporov. Premoženje zakonskih parov je bilo skupno. Zakonca sta svoje interese pred poroko zaščitila s poročno pogodbo, s katero sta določila vzajemne obveznosti in obveznosti do njunih otrok po morebitni razvezi zakona. V primerjavi s svojimi dvojnicami v Grčiji, Rimu in celo v sodobnem svetu, so imele ženske v Starem Egiptu na razpolago širšo paleto osebnih izbir in priložnosti za dosego osebnih ciljev. Ženske, na primer Hačepsut in Kleopatra VII, so postale celo faraonke, druge pa so dosegle moč kot božanske Amonove žene. Ženske kjub svojim pravicam niso imele pomembne vloge v državni upravi. Zasedale so samo drugorazredne položaje v svetiščih in zelo verjetno niso bile tako izobražene kot moški.

#### Plemstvo
Na vrhu družbene lestvice je bil faraon kot najpremožnejši človek v državi, ki je bila njegova osebna last. Svoje premoženje je večal s pobiranjem davkov in osvajalnimi vojaškimi pohodi. Plemiški položaj so razen njega imeli še vsi člani njegove družine, visoki in srednji uradniki, svečeniki in vojaški častniki. Stari Egipčani so verjeli da je faraon živ bog in so ga temu primerno po božje častili. 
Pod plemstvom so bili svečeniki, zdravniki in inženirji s posebnimi znanji na svojih področjih. Plemstvo je imelo velik ugled, moč in premoženje, ki ga je večalo z vojnim plenom, plačili v zlatu za vojaško in uradniško službo in pridobivanjem zemljiških posesti.

#### Pisarji, uradniki, umetniki in obrtniki
Pisarji in uradniki so tvorili višji razred egipčanske družbe, imenovan razred belih kril, ker so kot znak svojega položaja nosili bela platnena oblačila. Gornji družbeni razred je svoj družbeni položaj razkazoval v umetnosti in književnosti. 
Umetniki in obrtniki, predvsem zidarji, stavbeniki, brodarji, tkalci, steklarji, lončarji, mizarji in zlatarji, so imeli višji družbeni položaj kot kmetje, vendar so bili tudi oni pod državnim nadzorom. Delali so v delavnicah ob templjih in bili plačani neposredno iz državne blagajne, plačevali davke in služili v vojski. 

#### Kmetje
Večino prebivalstva so tvorili kmetje. Delili so se na male lastnike zemljišč, ki so bili samostojni gospodarji, vendar so morali državi plačevati visoke davke, in odvisne kmete, ki so obdelovali kraljeva, vojaška in tempeljska posestva. Ves njihov pridelek je bil last lastnika zemlje. Za svoje delo so dobivali plačilo v pridelkih. Vezani so bili na zemljo, vendar niso bili sužnji, saj jih ni bilo mogoče prodati. Odsvojiti se jih dalo samo skupaj z zemljo. Oproščeni so bili vojaške službe, kadar dela na polju niso bila mogoča ali potrebna, pa so morali opravljati javna dela, med katera so spadala dela na namakalnih sistemih in gradbena dela.  Njihove žene so opravljale lažja dela na polju in skrbele za družino. 

#### Sužnji
V Starem Egiptu so imeli tudi suženjstvo, katerega obseg in pomen nista povsem jasna. Sužnji so imeli vsekakor najnižji položaj v egipčanski družbi. Med njimi so bili predvsem vojni ujetniki in s pogodbo vezani hišni služabniki, ki so lahko prodajali in odkupovali svojo sužnost in bili na delovnem mestu upravičeni do zdravniške pomoči. Zaposleni so bili pri kmečkih ali obrtnih delih in opravljali težka dela v rudnikih in kamnolomih. Smeli so se poročati in imeti otroke. Nekateri sužnji so postali celo faraonovi spremljevalci in imeli visoke dvorne položaje.

### Pravni sistem
Na čelu pravnega sistema je bil uradno faraon, ki je bil odgovoren za udejanjanje zakonov, deljenje pravice in vzdrževanje reda in miru, koncept, ki so ga Egipčani pripisovali boginji Ma'at. Četudi se noben egipčanski zakonik ni ohranil, dvorni dokumenti pričajo, da je egipčansko sodstvo temeljilo predvsem na splošnem občutku za dobro in zlo. Prednost je dajalo sklepanju sporazumov in reševanje sporov na preprost način in ne doslednemu presojanju po zapletenem sistemu pisanih zakonov.  Manjše zahtevke in spore so presojali lokalni sveti starešin, v Novem kraljestvu znani kot kenbet.  Za resnejše primere, vključno z umori, velikimi posli z zemljišči in ropanjem grobov, so bili zadolženi veliki kenbeti, ki jim je predsedoval vezir ali celo faraon. Vsi udeleženci v procesu so morali priseči, da bodo pred sodišćem govorili resnico. V nekaterih primerih je tožilca in sodnika prevzela država in za dosego krivčevega priznanja zločina in imen morebitnih sostorilcev lahko uporabila tudi mučenje. Sodišča so zaradi morebitnih kasnejših ugovorov ne glede na težo prestopka dokumentirala obtožnico, izpovedi prič in razsodbo.
Kazni za manjše prestopke so bile globa, bičanje, pohabljenje obraza ali izgon. Za težka kazniva dejanja, na primer umor in ropanje grobov, je bila zagrožena smrtna kazen z obglavljenjem, utopitvijo ali sežigom na grmadi. Kazen se je lahko razširila tudi na kriminalčevo družino.
Na začetku Novega kraljestva so imela veliko vlogo v pravnem sistemu preročišča, ki so delila pravico tako v civilnih kot kriminalnih zadevah. V postopku se je za razsodbo z da ali ne spraševalo boga. Odgovor je pomenil pozitiven ali negativen zaključek sodne zadeve. Bog, katerega je nosilo več svečenikov, je na vprašanje odgovoril tako, da je pokazal, pokimal ali premaknil košček papirusa ali črepinje, na katerem je bil napisan odgovor.

### Kmetijstvo
K uspehom staroegipčanske kulture je pripomogla tudi geografska lega države. Najpomembnejši činitelj je bila rodovitna zemlja kot posledica vsakoletnih poplav Nila. Egipčani so na njej lahko pridelali obilo hrane, ki je omogočila, da so se posvečali tudi tehnologiji, kulturi in umetnosti. Za egipčansko gospodarstvo je bilo ključno upravljanje zemljišč, ker so vsi davki in takse temeljili na velikosti zasebnih zemljišč.
Kmetovanje je bilo odvisno od letnega cikla Nila. Egipčani so poznali tri letne čase: akhet (poplave), peret (setev) in shemu (žetev). Poplave so trajale od junija do septembra in za seboj pustile vsedline, bogate z minerali, idealnimi za bujno rast pridelka. Sledila je sezona oranja in setve, ki je se je začela z umikom vode in je trajala od oktobra do februarja. Kmetje so po setvi polja namakali s sistemom jarkov in kanalov. Egipt je imel malo padavin, zato so se lahko zanašali samo na vodo iz Nila. Od marca do maja so kmetje s srpi poželi žito in ga omlatili. Viške pridelka so vskladiščili.
Stri Egipčani so pridelovali dvoredno pšenico, ječmen in več drugih žitaric, iz katerih so predvsem pekli kruh in varili pivo. Za izdelavo oblačil so uporabljali lan, katerega so populili pred cvetenjem. Stebla so razcepili po dožini, s čimer so dobili za predenje primerna vlakna. Papirus, ki je rasel na bregovih Nila, so uporabljali za izdelavo papirja. Na vrtovih v bližini hiš in višjih mestih, ki jih niso dosegle poplave, so goliji zelenjavo in sadje. Zelenjavo, vključno s porom, česnom, melonami, bučami, stročnicami, solato in drugim, so namakali ročno. Grozdje so predelovali v vino.

#### Živali
Egipčani so verjeli, da je ravnotežje med ljudmi in živalmi bistven element vesoljnega reda. Ljudje, živali in rastline so bili zanje deli ene same celote. Živali, udomačene in divje, so bile zanje kritičen vir duhovnosti, družabništva in preživetja. Najpomembnejše je bilo  govedo. Država je pobirala davke na živino na rednih štetjih živine. Velikost črede je odražala tudi prestiž in pomembnost posestva ali svetišča kot njenega lastnika. Razen govedi so gojili tudi ovce, koze in prašiče. Ptice, med njimi race, gosi in golobe, so lovili v mreže in jih doma pitali do primerne teže. Nil je bil bogat vir rib. Najmanj od Starega kraljestva so se ukvarjali tudi s čebelami, ki so dajale med in vosek.
Za oranje in tovorjenje so uporabljali osle in vole. Klanje rejenih volov je bilo osrednji del obreda darovanja bogovom. Konje so v Egipt pripeljali Hiksi v drugem vmesnem obdobju. Od Novega kraljestva so poznega obdobja so se za oranje in vleko uporabljale tudi kamele in sloni. Slone so zaradi pomanjkanja pašnikov zelo kmalu opustili. Med hišne ljubljenčke so spadali predvsem psi, mačke in opice. Eksotične živali iz podsaharske Afrike, predvsem levi, so bili rezervirani samo za vladarje.
Herodot je zapisal, da so Egipčani edino njemu znano ljudstvo, ki živi s svojimi živalmi v isti hiši.
V preddinastičnem in poznem obdobju je bilo izjemno priljubljeno čaščenje bogov v živalski podobi. Mednje sta spadala boginja mačka Bastet in bog ibis Tot. Mačke in ibise, namenjene žtrvovanju bogovom, so v velikem številu gojili na farmah.

### Naravni viri
Egipt je bil bogat s kamnom za gradbeništvo in okrasje, bakrovo in svinčevo rudo, zlatom in poldragimi kamni. Ti naravni viri so prebivalcem omogočili gradnjo veličastnih zgradb, kipov, orodij in nakita. Za mumificiranje pokojnikov so se uporabljale soli iz vadija Natrun, kjer so pridobivali tudi sadro za proizvodnjo mavca. Rudišča so bila v oddaljenih in neprijaznih presušenih rečnih koritih v Vzhodni puščavi in na Sinaju. Za njihovo odkritje so bile potrebne velike odprave pod pokroviteljstvom države. Veliki rudniki zlata so bili v Nubiji. Eden od prvih znanih zemljevidov je bil prav zemljevid zlatih rudnikov v tej pokrajini. Vadi Hammamat je bil pomemben vir granita, sivega peščenjaka in zlata. Prvi mineral, ki se je uporabljal za izdelavo orodij in sekir je bil kremen. Uporabljali so ga že najstarejši naseljenci doline Nila. Nodule kremena so skrbno razklali v rezila in konice puščic, ki so jih zaradi trdote in trajnosti uporabljali tudi po odkritju bakra.  Stari Egipčani so bili med prvimi, ki so v kozmetičnih preparatih uporabljali žveplo.
Na Gebel Rosas so bila nahajališča svinčeve rude galenita. Svinec se je uporabljal za izdelavo uteži za ribiške mreže in trnke in majhnih figuric. Baker je bil najpomembnejša surovina za orodja. Proizvajali so ga iz sinajskega malahita v majhnih metalurških pečeh. Zlato se je pridobivalo s spiranjem naplavin ali z drobljenjen in izpiranjem zlatonosnega kvarcita. Nahajališča železove rude v Gornjem Egiptu so začeli izkoriščati šele v poznem obdobju. Zelo kakovosten kamen za gradbeništvo je bil na razpolago po celem Egiptu. Apnenec se je lomil po celi dolini Nila, granit v Asuanu, bazalt in peščenjak pa v vadijih Vzhodne puščave. Dekorativni kamen, na primer porfirit, sivi peščenjak, alabaster in karneol, je bil iz Vzhodne puščave. V ptolomejskem in rimskem obdobju so rudarili tudi smaragd v Vadi Sikaitu in ametist v Vadi el-Hudiju.

### Trgovina
Stari Egipčani so s trgovanjem, predvsem s svojimi sosedi, dobivali redke in eksotične dobrine, ki jih sami niso imeli. V preddinastičnem obdobju so vzpostavili trgovske stike z Nubijo, kjer so kupovali zlato in kadilo. Trgovali so tudi s Palestino, kar dokazujejo vrči za olje v palestinskem slogu iz grobnic faraonov Prve dinastije. Egipčanska kolonija v Kanaanu je bila ustanovljena malo pred Prvo dinastijo. Med Narmerjevo vladavino se je uvažala egipčanska lončenina, proizvedena v Kanaanu.
Najkasneje v Drugi dinastiji je Egipt trgoval z Biblosom kot ključnim virom kakovostnega lesa, ki ga v Egiptu ni bilo. V Peti dinastiji je Egipt trgoval s Puntom, kjer je kupoval zlato, aromatične smole, slonovino, ebenovino in divje živali, na primer male opice in pavijane.  Iz Anatolije sta prihajala kositer in baker, ključni surovini za proizvodnjo brona. Modri lapis lazuli je prihajal iz zelo oddaljenega Afganistana. Med pomembnimi egipčanskimi sredozemskimi trgovskimi partnerji so bili Grki s Krete, ki so dobavljali predvsem olivno olje. V zameno za luksuzne predmete in surovine je Egipt ponujal žito, zlato, lan in papirus in izdelke iz stekla in kamna.

## Jezik

### Zgodovinski razvoj
| r · Z1 | n | km | m | t · O49 |

| r · Z1 | n | km | m | t · O49 |

Egipčanski jezik je spadal med severne afroazijske jezike in bil zelo soroden berberskim in semitskim jezikom. Za sumerščino je imel drugo najdaljšo znano zgodovino, saj se je pisal od okoli 3200 pr. n. št. do srednjega veka, govoril pa še dlje. Jezik je imel naslednje razvojne faze: stara egipčanščina, srednja (klasična) egipčanščina, pozna egipčanščina, demotščina in koptščina.  V egipčanskih spisih do uvedbe koptščine ni nobenih opaznih narečnih razlik, čeprav sta se okoli Memfisa in kasneje okoli Teb zelo verjetno govorili različni narečji.
Egipčanščina je bila sintetski jezik, ki je kasneje postal bolj analitski. Egipčansko hieroglifsko, hierasko in demotsko pisavo je nazadnje nadomestil bolj fonetski koptski alfabet. Koptščina se še vedno govori v bogoslužju Egipčanske (koptske) pravoslavne cerkve, njene sledove pa je moč zaznati tudi v sodobni egiptovski arabščini.

### Glasovi in slovnica
Egipčanščina je imela 25 soglasnikov, podobnih tistim v drugih afroazijskih jezikih, tri dolge in tri kratke samoglasnike, ki so se kasneje razširili na približno devet. Osnovna beseda je imela, podobno kot v semitskih in berberskih jezikih, trozložni ali dvozložni koren soglasnikov in polsoglasnikov. Besede so se tvorile z dodajanjem pripon. Spreganje glagolov je bilo odvisno od osebe. Primer: soglasniško ogrodje treh soglasnikov S-Ḏ-M je semantično jedro besede slišati. Njen osnovni sklon je  sḏm, (on) sliši. Če je osebek znan, se glagolu pripone ne dodajajo. Izraz ženska sliši, na primer, se zapiše s sḏm ḥmt.
Pridevniki so bili izpeljani iz samostalnikov v procesu, ki ga egiptologi zaradi podobnosti z arabščino imenujejo nisbacija. V verbalnih in pridevnih povedih je vrstni red besed povedek-predmet, v nominalnih in prislovnih povedih pa predmet-povedek. Če je poved dolga, se osebek lahko prestavi na začetek povedi. Osebku v tem primeru sledi zaimek. Glagoli in samostalniki se negirajo s členkom n, povedi pa s členkom nn. Poudarek je na zadnjem ali predzadnjem zlogu, ki je lahko odprt ali zaprt.

### Pisava
Hieroglifska pisava je nastala okoli leta 3000 pr. n. št. Sestavljena je iz več sto znakov, ki lahko pomenijo besedo, zlog, glas ali pojem. Isti simbol ima v različnih kontekstih lahko različne pomene. Hieroglifi so bili uradna pisava, ki se je uporabljala predvsem na kamnitih spomenikih, v grobnicah, svetiščih in papirusih z versko vsebino in je pogosto imela umetniški videz. V vsakdanjem življenju so pisarji uporabljali kurzivno ali hireatsko pisavo , ki je bila za pisanje hitrejša in enostavnejša. Uradni hieroglifi so se lahko pisali v vrsticah ali stolpcih v vseh smereh, vendar so se običajno pisali z desne na levo. Hieratska pisava se je običajno pisala v vodoravnih vrsticah in vedno z desne na levo. Nazadnje je začela prevladovati nova demotska ali ljudska pisava, s katero so sprva pisali predvsem pravne dokumente. Z demotsko pisavo, hieroglifi in grškim alfabetom je napisano besedilo na Kamnu iz Rosette. Obe izpeljanki sta zlogovni pisavi.
Okoli 1. stoletja n. št. se je od demotski pisavi začel uporabljati koptski alfabet, ki je bil koptščini  prilagojen grški alfabet, kateremu so dodali nekaj demotskih znakov. Hieroglifi so se v ceremonialni vlogi uporabljali do 4. stoletja, vendar jih je takrat znalo brati in pisati samo še zelo malo svečenikov. Po uveljavitvi krščanstva so bila vsa stara verstva prepovedana in razpuščena, poznavanje hieroglifov pa povsem izgubljeno. Prvi poskusi njihovega dešifriranja segajo v bizantinsko in zgodnje islamsko obdobje Egipta. Po odkritju Kamna iz Rosete in večletnih raziskavah sta  Thomas Young in Jean-François Champollion  leta 1822  hieroglife skoraj v celoti razvozlala.

### Književnost
Egipčanska književnost, ki je postala dostopna z razvozlavo hieroglifov, je obsegala pesniške in pripovedne stvaritve. Dramatike niso poznali, poleg tega pa se ni razvil tudi ep. Znani sta dve pesmi, delovna Pesem nosačev žita in ljubezenska Začetek besed velike razveseljevalke srca. Iz Egipta prihajajo tudi najstarejše zgodbe na svetu (Zgodba o dveh bratih), hkrati pa so postavili tudi temelje razvoja bajke, pripovedke, pravljice, novele in potepuških ter pustolovskih zgodb. Za najbolj znano egipčansko delo se šteje Knjiga mrtvih, ki je zbirka himn, molitev in zakletev, za katere so menili, da bodo v pomoč mrtvim, tako da so jih zakopali skupaj z njimi.

## Kultura

### Vsakdanje življenje
Stari Egipčani so bili večinoma kmetje, vezani na zemljo. V njihovih hišah so živeli praviloma samo člani družine. Hiše so bile zgrajene iz zidakov iz sušenega blata in so bile zato podnevi hladne. Vsako hiša je imela kuhinjo z odprto streho, žrmljami za mletje žita in majhno pečjo za pečenje kruha. Stene so bile pobeljene in obložene z obarvanimi preprogami iz trstičja. Na tleh so bile preproge iz trstičja. K pohištvu so spadala samo ležišča, nizki leseni stoli in mizice.
Egipčani so veliko pozornosti posvečali osebni higieni in videzu. Večina se je umivala v Nilu z mazavim milom, pripravljenim iz živalske masti in krede. Moški so se zaradi higiene brili po celem telesu. Neprijetne vonjave so prikrivali s parfumi in aromatičnimi olji, ki so hkrati umirjala kožo. Nosili so enostavna bela lanena oblačila. Ženske in moški iz višjih razredov so nosili lasulje in nakit in se ličili. Otroci približno do dvanajstega leta so bili goli. Fante so takrat obrezali in jim obrili glave. Za otroke so skrbele ženske, moški pa so skrbeli za družinske dohodke.
Za tiste, ki so si lahko privoščili, sta bila priljubljena zabava glasba in ples. Med prvimi glasbenimi instrumenti so bile flavte in harfe. Kasneje so postala priljubljena glasbila, podobna trobenti, oboi  in dudam. V Novem kraljestvu so začeli igrati na zvončke, cimbale, tamburine, bobne ter lutnje in lire, ki so prišle iz Azije. V verskih obredih je bil zelo pomemben ropotulji podoben instrument sistrum.
Egipčani so v prostem času uživali v različnih dejavnostih, vključno z igrami in glasbo. Že zelo zgodaj je bila priljubljena namizna iga senet, v kateri so se figurice premikale naključno. Podobna igra je bila mehen, ki se je igrala na spiralni igralni deski. Pri otrocih so bili priljubljeni žongliranje in igre z žogo. V grobnici pri Beni Hasanu je dokumentitana tudi rokoborba. Egipčanska elita je uživala v lovu in čolnarjenju.
Izkopavanja delavskega naselja Deir el-Madinah so dala enega od najbolj dokumentiranih vpogledov v vsakdanje življenje staroegipčanske skupnosti v obdobju skoraj štiristo let. Organizacije, socialnih odnosov ter delovnih in življenjskih pogojev v skupnosti ni bilo mogoče tako podrobno preučiti na nobenem drugem primerljivem najdišču.

### Kuhinja
Egipčanska kuhinja je bila ves čas skoraj nespremenjena. Nekaj njenih sledi se je ohranilo tudi v kuhinji sodobnih Egipčanov. Osnovna prehrana je bila sestavljena iz kruha in piva, dopolnjena z zelenjavo, kot sta čebula in česen, in sadjem, kot so datlji in fige. Vino in meso so uživali samo ob praznikih, zgornji družbeni razredi pa bolj pogosto. Ribe, meso in perutnino so kuhali, pražili in pekli ali nasolili in posušili za kasnejšo rabo.

### Arhitektura
Arhitektura Starega Egipta je ustvarila nekaj najslavnejših zgradb na svetu: velike piramide v Gizi in templje v Tebah. Najbolj znana je Keopsova piramida pri Gizi, visoka 137 m (prvotno 146 m). Velike gradnje je organizirala in financirala država za verske in spominske namene in krepitev moči faraonov. Stari Egipčani so bili spretni gradbeniki, čeprav so uporabljali enostavna, vendar učinkokovita orodja in merilne instrumente. Kamnite zgradbe so bile zgrajene z veliko natančnostjo, ki je opazna še danes. Dela so opravljali svobodnjaki in kmetje.
Stanovanja elit in navadnih Egipčanov so bila zgrajena iz bolj dostopnih in manj trajnih gradiv kot so nežgana opeka in les in se niso ohranila. Kmetje so živeli v preprostih domovih, palače elite in faraona pa so bile bolj kompleksne zgradbe. Nekaj ohranjenih palač iz Novega kraljestva, na primer v Malkati in Amarni, ima bogato poslikane stene in tla s podobami ljudi, ptičev, ribnikov, božanstev in geometrijskih vzorcev. Pomembne zgradbe, kot so svetišča in templji, bi morali biti večni, zato so se gradili iz bolj trajnega kamna. Arhitekturni elementi v prvem velikem kamnitem objektu na svetu, Djoserjevem pokopališkem kompleksu, so vključevali stebre in preklade z motivi papirusa in lotosa. 
Najstarejši ohranjeni staroegipčanski templji, na primer tempelj v Gizi, so bili enostavne enoproostorne zgradbe s streho na podpornih stebrih. V Novem kraljestvu so jim arhitekti dodali vhod, odprto dvorišče in zaprt hipostil. Slog je ostal standarden do grško-rimskega obdobja. Najbolj znano je Amon-Rajevo svetišče v Karnaku. 
Najstarejša in najbolj priljubljena grobna oblika v Starem kraljestvu je bila mastaba, pravokotna zgradba iz opeke ali kamna z ravno streho nad podzemno pogrebno komoro. Stopničasta Džoserjeva piramida je niz mastab, zgrajenih ena nad drugo. Piramide so se gradile v Starem in Srednjem kraljestvu, večina kasnejših vladarjev pa se je dala pokopati v manj pozornost vzbujajočih v skalo vklesanih grobnicah. Med slednjimi so najbolj znane grobnice v Dolini kraljev. Izjema je Petindvajseta dinastija, v kateri so se faraoni ponovno pokopavali v piramidah.

### Umetnost
Stari Egipčani so ustvarili umetnost, ki je bila predvsem funkcionalna. Umetniki so več kot 3500 let spoštovali umetniške oblike in ikonografijo, ki so se razvile v Starem kraljestvu po strogem nizu načel in so se upirale tako tujim kot domačim vplivom. Ti umetniški standardi - preproste črte in oblike, ravne ploskve z značilnimi barvnimi kombinacijami, značilna ravna projekcija brez kakršne koli prostorske globine - so ustvarili občutek urejene in uravnotežene kompozicije. Slike in besedila so bili intimno prepleteni v grobovih, zidovih templjev, na krstah, stelah in celo kipih. Na Narmerjevi paleti, na primer, so tudi podobe, ki se lahko berejo kot hieroglifi. Zaradi togih pravil, ki so veljala za zelo stiliziran in simboličen videz, je staroegipčanska umetnost s svojo natančnostjo in čistostjo služila svojim političnim in verskim ciljem.
Staroegipčanski umetniki so za kipe in fine reliefe uporabljali predvsem kamen in cenejši in dostopnejši les. Barvila za slike so pridobivali iz mineralov, na primer železovih rud (rdeča in rumena okra), bakrovih rud (modra in zelena barvila), saj in oglja (črno barvilo) in krede (belo barvilo). Barvila so mešali z arabsko gumo in jih stisnili v kolače. Pred uporabo so jih razredčili z vodo.
Faraoni so reliefe izkoriščali za prikazovanje svojih zmag v bitkah, odlokov in verskih prizorov. Navadni državljani so imeli na razpolago ušabtije in knjige mrtvih, za katere so verjeli, da jih bodo varovali v posmrtnem življenju. V Srednjem kraljestvu so se kot grobni pridatki začeli uporabljati leseni in glinasti kipci s prizori iz vsakdanjega življenja, ki naj bi te dejavnosti prenesli v onostranstvo. Na kipcih so bili upodobljeni delavci pri svojih opravilih, hiše, ladje in celo vojaške formacije.
V določenih časovnih obdobjih in krajih so egipčanski slogi kljub homogenosti odražali spreminjajoče se kulturne ali politične odnose. Po vdoru Hiksov v drugem vmesnem obdobju so v Avarisu odkrili  freske v minojskem slogu.  Najbolj presenetljiv primer politično vodene spremembe v umetniških oblikah je iz amarskega obdobja, v katerem naj bi se umetnost prilagodila novim verskim idejam. Slog, znan kot amarnska umetnost, so po Ehnatonovi smrti hitro izbrisali in ga nadomestili s tradicionalnimi oblikami.

### Verska prepričanja
V starem Egiptu se je, razen v obdobju vladanja Ehnatona, prakticiralo mnogoboštvo. Verovanje v božanstva in posmrtno življenje je bilo v staroegipčanski civilizaciji zakoreninjeno od samega začetka. Vladavina faraonov je temeljila na njihovi božanski pravici do oblasti. Egipčanski panteon je bil naseljen z bogovi, ki so imeli nadnaravne moči in bili pozivani k pomoči ali zaščiti. Ker bogovi niso bili vedno dobronamerni, so Egipčani verjeli, da njihovo dobronamernost lahko dosežejo z daritvami in molitvami. Sestava panteona se je stalno spreminjala. Pojavljala so se tudi nova božanstva, vendar se duhovščina ni trudila, da bi različne in včasih nasprotujoče si mite in zgodbe organizirala v skladen sistem. Nasprotja po njihovem mnenju niso bila protislovna, temveč odzaz večplastne realnosti.
Bogove so častili v templjih, ki so jih v kraljevem imenu vodili svečeniki. V središču templja je stal kip kultnega božanstva. Templji niso bili kraji javnega čaščenja ali kongregacije, saj so bili kipi bogov dostopni samo tempeljskim oficialom. Za javno čaščenje so jih prinesli iz templja samo med določenimi prazniki in praznovanji. Običajni državljani so lahko v svojih stanovanjih častili zasebne kipe bogov in amulete, ki so jih ščitili pred silami kaosa. V Novem kraljestvu se je vloga faraona kot duhovnega posrednika med človekom in bogom zmanjšala in verski običaji se se obrnili k neposrednemu obračanju na bogove. Posledično so svečeniki razvili sistem preročišč, v katerih so bogovi svojo voljo sporočali neposredno ljudem.
Egipčani so verjeli, da so šloveška bitja sestavljena iz fizičnega in duhovnega dela ali aspekta. Vsak človek je razen telesa imel svojo senco (šwt), osebnost ali dušo (ba), življenjsko silo (ka) in ime. Središče razmišljanja in čustev je bilo v srcu in ne v možganih. Po smrti se je duhovni aspekt zapustil pokojnikovo telo in odšel po svoji volji, vendar je za stalen dom potreboval človekove posmrtne ostanke (ali kip kot njihov nadomestek). Končni cilj pokojnika je bil, da se ponovno združi s svojim ka in ba in postane eden od blagoslovljenih pokojnikov in živi dalje kot ank ali »uspešen«. Da bi se to zgodilo, je moral pokojnik prestati preskus, v katerem so njegovo srce stehtali s peresom resnice. Če je bilo njegovo srce čisto, je bilo lažje od peresa in pokojni je zemeljsko življenje nadaljeval v duhovni obliki.

### Pogrebni običaji
Stari Egipčani so imeli dodelan niz pogrebnih običajev, ki so bili po njihovem prepričanju potrebni za zagotovitev nesmrtnosti. Mednje so spadali mumifikacija trupel, opravljanje pogrebnih slovesnosti in prilaganje dobrin, ki jih bo pokojni potreboval v posmrtnem življenju. V Starem kraljestvu so trupla pokopavali v puščavskem pesku, kjer so se ohranila zaradi naravne izsušitve. Revni prebivalci, ki si niso mogli privoščiti drage mumifikacije, so takšne pokope opravljali skozi celo zgodovino egipčanskega kraljestva. Bogati Egipčani so začeli pokopavati svoje mrtve v kamnitih grobnicah in uporabljati umetno mumifikacijo, ki je vključevala odstranjevanje notranjih organov, zavijanje telesa v platnene trakove in pokop v pravokotnem kamnitem sarkofagu ali leseni krsti. Od Četrte dinastije so nekatere organe hranili ločeno v kanopskih vrčih.
V Novem kraljestvu so Egipčani izpopolnili umetnost mumificiranja. Najboljši postopek je trajal sedemdeset dni in je vključeval odstranjevanje notranjih organov, odstranjevanje možganov skozi nos in sušenje trupla v zmesi soli, imenovani natron. Truplo se je zatem zavilo v platno, v katero so se zavili tudi zaščitni amuleti, in položilo v okrašeno, po človeškem telesu oblikovano krsto. V poznem obdobju so se mumije polagale tudi v skrinje, izdelane iz platna ali papirusa, povezanega z mavcem. Nanje se je pogosto naslikal tudi pokojnikov portret. V ptolomejskem in rimskem obdobju se je mumificiranje začelo opuščati, hkrati pa se je vedno bolj poudarjal zunanji videz mumij, ki so jih začeli krasiti.
Premožne Egipčane so pokopavali z veliko luksuznimi predmeti. Med grobne pridatke so, ne glede na socialni položaj pokojnika, spadale stvari, ki bi jih pokojni lahko potreboval v posmrtnem življenju. V Novem kraljestvu so v grob začeli prilagati tudi knjigo mrtvih in ušabtije, za katere so verjeli, da bodo namesto pokojnega opravljali ročna dela. Pogreb so spremljali obredi magične reanimacije pokojnega. Po pogrebu so od pokojnikovih svojcev pričakovali, da bodo na grob občasno prinašali hrano in v njegovem imenu molili.

## Vojska
Vojska je bila zadolžena za obrambo Egipta pred tujimi napadalci in vzdrževanje dominacije Egipta na Bližnjem vzhodu. V Starem kraljestvu je ščitila rudarske odprave na Sinaj, v prvem in drugem vmesnem obdobju pa se je bojevala v državljanslih vojnah. Zadolžena je bila tudi za vzdrževanje utrdb ob pomembnih trgovskih poteh. Takšno nalogo je imela na primer posadka trdnjave Buhen na poti v Nubijo. Nekatere trdnjave so bile zasnovane kot vojaške baze. Takšna je bila na primer trdnjava Sile, ki je bila izhodišče za operacije in pohode v Levant. V Novem kraljestvu je več faraonov uporabilo redno vojsko za osvojitev Kuša in dele Levanta.
V vojski so služili vsi svobodni moški razen svečenikov. Vrhovni poveljnik vojske je bil faraon, njegov namestnik pa vezir. Njemu so sledili višji in nižji častniki. Najmanjša enota je štela 50 mož. V Novem kraljestvo, še bolj pa kasneje, je država začela vojake najemati, predvsem v Nubiji, Kušu in Libiji.
Med tipično vojaško opremo so spadali loki in puščice in okrogli ščiti iz živalskih kož, napetih preko lesenega okvirja. V Novem kraljestvu je vojska začela uporabljati bojne vozove, ki so jih uvedli Hiksi. Z uvedbo brona se je orožje posodobilo: ščiti so se začeli izdelovati iz trdnega lesa in brona, kopja so dobila bronaste konice, od azijskih vojakov pa je vojska prevzela hopeš (ali hepeš), srpu podoben meč, ki se je razvil iz bojne sekire.
Faraone so v književnosti in umetnosti običajno upodobljali na čelu njihove vojske. Dokazano je, da je bilo takšnih vsaj nekaj faraonov, med njimi Sekenenre Tao II. in njegovi sinovi. Obstajajo tudi zapisi, ki pravijo, da »kralji v tem obdobju niso delovali kot vojaški poveljniki na fronti in se niso borili skupaj s svojimi vojaki«.

## Tehnologija, medicina in matematika
Tehnologija, medicina in matematika starih Egipčanov so dosegli dokaj visoko raven. Ustvarili so tudi svojo pisavo in sistem ulumljenih števil.

### Fajansa in steklo
Stari Egipčani so že pred Starim kraljestvom razvili steklasto snov, znano kot fajansa, katero so imeli za nekakšen umeten poldrag kamen. Fajansa je keramika brez gline, podobna steklu, narejena iz kremena, nekaj apna in sode in barvil, običajno bakra. Iz fajanse so izdelovali koralde, ploščice, kipce in majhno posodo. Za proizvodnjo fajanse so poznali več metod. Najpogosteje so uprašene surovine v obliki paste nanesli na jedro iz gline in jih nato žgali. Na podoben način so proizvajali pigment egipčansko modro ali modra frita, tako da so talili (ali sintrali)  zmes kremena, bakra, apna in alkalij, na primer natrona. Proizvod so nato zmleli in ga uporabljali kot pigment.
Egipčani so z veliko spretnostjo izdelovali tudi različne predmete iz stekla, ki ni bilo povsem prozorno. Za steklo še vedno ni jasno ali so ga proizvajali sami ali so ga kupovali v obliki ingotov, ki so jih nato stalili in oblikovali v končne proizvode. Ne glede na to so se dobro spoznali na barvanje stekla z dodajanjem sledov elementov. Proizvajali so široko paleto obarvanih stekel, vključno z rumenim, rdeči, zelenim, modrim, škrlatnim in belim steklom. Stekla so bila prozorna ali prosojna.

### Medicina
Zdravstvene težave starih Egipčanov so bile neposredno povezane z življenjskim okoljem. Življenje in delo ob Nilu je bilo nevarno zaradi malarije in shistosomoznih parazitov, ki so povzročali okvare jeter in črevesja. Ljudi so ogrožale tudi vodne živali, predvsem krokodili in nilski konji. Dolgoletno delo na poljih in gradbenih delih je povzročalo okvare sklepov in hrbtenice. Nevarne so bile tudi poškodbe pri delu in v vojnah. Prah in zrnca peska so povzročala prekomerno obrabo zob, da so bili dovzetni za abscese, čeprav je bil karies redek.
Prehrana premožnih je bila bogata s sladkorji, ki so pospeševali bolezni zob.  Lepe poslikave na stenah grobnic dajejo lažno sliko o zdravstvenem stanju Egipčanov. Veliko število mumij Egipčanov iz višjih družbenih razredov dokazuje prekomerno težo in posledice prekomernega uživanja hrane. Pričakovana starost odraslih moških je bila približno 35 let, žensk pa približno 30 let. V ranem otroštvu je umrla približno tretjina otrok.
Staroegipčanski zdravniki so zaradi svojih spretnosti sloveli po celem Bližnjem vzhodu. Nekateri, med njimi Imhotep, ki je živel okoli 2880 pr. n. št., so ostali slavni še dolgo po smrti. Herodot je poudaril, da je med egipčanskimi zdravniki veliko specialistov. Nekateri so zdravili samo glavo ali želodec, drugi pa samo oči ali zobe.  Šolanje zdravnikov je potekalo v Per Ankh – Hiši življenja. V Novem kraljestvu je bila najbolj znana šola v Per-Bastertu, v poznem obdobju pa v Abidosu in Saisu. Medicinski papirusi kažejo empirično poznavanje anatomije, poškodb in njihovega zdravljenja.
Rane so zdravili z oblaganjem s surovim mesom, povijanjem s platnenimi povoji, šivanjem, mrežicami, blazinicami in tamponi, namočenimi v med, da bi preprečili okužbo. Za lajšanje bolečin so uporabljali opij in beladono.
Najzgodnejši zapisi o zdravljenju opeklin opisujejo zdravljenje z mlekom mater sinov. Ob tem so molili k boginji Izidi. Za preprečevanje vnetij opeklin zaradi umazanije so uporabljali plesniv kruh, med in bakrove soli. Česen in čebula, ki sta bila del vsakodnevne prehrane, naj bi krepila zdravje in lajšala simptome astme. Egičanski kirurgi so šivali rane, ravnali zlomljene kosti in amputirali bolne ude. Če je bilo zdravstveno stanje bolnika preveč resno, so poskrbeli za njegovo udobje do smrti.

### Matematika
Najstarejši znani primeri matematičnih izračunov so iz preddinastičnega nakadskega obdobja in kažejo na popolnoma razvit številski sistem.  Pomembnost matematike za izobražene Egipčane dokazuje pismo, v katerem pošiljatelj predlaga drugemu pisarju znanstveno tekmovanje v vsakdanjem računanju zemlje, dela in žita.  Besedila, kot sta Rhidov matematični papirus in Moskovski matematični papirus, kažejo, da so Egipčani z uporabo ulomkov obvladovali štiri osnovne matematične operacije – seštevanje, odštevanje, množenje in deljenje. Znali so izračunati ploščino pravokotnika, trikotnika in kroga in prostornino kvadra in piramide. Razumeli so osnovne koncepte algebre in geometrije in znali reševati enostavne sisteme enačb.
| D22 |

| D22 |

Matematični zapisi so bili v decimalni obliki s hieroglifskih znakih za potence števila 10 do en milijon. Znaki so se zapisali toliko krat, kot je bilo potrebno za zapis določenega števila. Za zapis števila 80 ali 800 se je osem krat zapisal znak za število 10 oziroma osem krat za število 100. Egipčani s svojimi računskimi metodami niso mogli operirati z večino ulomkov s števcem večjim od ena, zato so morali takšne ulomke zapisati z vsoto več ulomkov. Ulomek 2⁄5, na primer, so zapisali z vsoto 1⁄3 + 1⁄15. Za lažje računanje so uporabljali standardne tabele. Nekaj zelo pogostih ulomkov so zapisovali s posebnimi znaki, kakršen je na primer znak za ulomek 2⁄3.
Staroegipčanski matematiki so doumeli načelo Pitagorovega izreka. Vedeli so, na primer, da je trikotnik pravokoten, če so njegove stranice v razmerju  2:3:4. Znali so tudi dovolj natančno izračunati ploščino kroga, tako da so od njegovaga premera odšteli 1⁄9  in rezultat kvadrirali:
p ≈ [(8⁄9)d]2 = (256⁄81)r 2 ≈ 3,16r 2,
kar je zelo dober približek formule πr2.
Zgleda, da se v številnih egipčanskih zgradbah, tudi piramidah, odraža zlati rez, vendar bi njegova raba lahko bila posledica rabe zavozlanih vrvi in intuitivnega občutka za sorazmerje in harmonijo.

### Astonomija in astrologija
Poznali so prve koledarje, ki so temeljili na Sončevem letu. Kmalu so začeli opazovati nebo, tako da se je razvila astrologija in posledično tudi prvi horoskopi. Pokazali so se tudi prvi zametki astronomije, saj so že znali izračunati Sončeve in Lunine mrke, poznali pa so tudi 5 planetov in 36 zvezd. Opazovalnice so imeli v svetiščih.

### Ladjedelništvo in pomorstvo
Egipčani so že okoli leta 3000 pr. n. št. znali zgraditi ladijski trup iz lesenih desk in obvladovali napredne oblike ladjedelništva. Ameriški arheološki inštitut je objavil, da so najstarejše znane tovrstne ladje tako imenovane  abidoške ladje.  Na ladjah, ki jih je v Abidosu odkril egiptolog David O'Connor iz Univerze v New Yorku, so bile deske na rebra privezane s pletenimi usnjenimi trakovi, prostor med njimi pa je bil zatesnjen s trsjem ali travo. Ker so bile ladje pokopane skupaj ali blizu mrtvašnice faraona Kasekemvija, se domneva, da so bile njegove. Ena od štirinajstih ladij je bila iz obdobja okoli leta 3000 pr. n. št., keramika, pokopana skupaj z ladjami, pa je še starejša. Ladja iz leta 3000 pr. n. št. je bila dolga 23 m in je morda pripadala enemu od prvih faraonov, morda Ahu.
Za sestavljanje lesenih delov so uporabljali tudi trne dreves, za tesnenje stikov pa smolo. Kufujeva ladja je bila 43,6 m dolgo plovilo v realni velikosti, zazidano v jamo ob vznožju Velike piramide v kompleksu piramid v Gizi. Izdelana je bila v Četrti dinastiji okoli leta 2500 pr. n. št., verjetno kot simbolna sončna ladja. Leseni elementi so bili spojeni s čepi in utori.
Velike ladje za plovbo po morju so Egipčani na veliko uporabljali za trgovanje z mestnimi državami v vzhodnem Sredozemlju, predvsem z Bilosom v sedanjem Libanonu, in več odprav po Rdečem morju navzdol do Punta. Eden od najstarejših egipčanskih izrazov za ladje za plovbo po morju je bil bibloška ladja, kar jasno pove njen namen. Proti koncu Starega kraljestva je izraz začel veljati za vse ladje ne glede na cilj njihove plovbe.
Leta 2011 so arheologi iz Italije, ZDA in Egipta izkopali osušeno lagunsko območje, znano kot Mersa Gawasis, in odkrili sledi starodavnega pristanišča, iz katerega je odplula Hačepsutina odprava v Punt. Odprava velja za prvo organizirano odpravo po odprtem morju Med najdragocenejše dokaze o plovbi Egipčanov po morju spadajo tudi stotine metrov vrvi iz papirusa, zvite v velike svežnje. Leta 2013 je skupina egiptovskih in francoskih egiptologov pri Wadi el-Jarfu približno 110 km južno od Sueza na Rdečem morju odkrila domnevno najstarejše pristanišče na svetu, staro okoli 4500 let.
Leta 1977 so odkrili umetni kanal iz Srednjega kraljestva, ki je povezoval jezera Ballah na severu z jezerom Timsah na jugu. Datiranje je rezultat časovne ekstrapolacije datumov gradnje mest ob omenjenem kanalu.

## Prebivalstvo
Grški zgodovinar Herodot je zapisal, da so Egipčani podobni prebivalcem Kolhide (sodobna Gruzija). Njegovo trditev je sodobna znanost povsem ovrgla.
Dejstvo je, da sem se kmalu spoznal in kasneje slišal tudi od drugih, da so prebivalci Kolhide očitno Egipčani. Ko je to prišlo do mene, sem o tem vprašal tako Kolhidčane kot Egipčane in ugotovil, da se Kolhidčani bolj spominjajo Egipčanov kot obratno. Nekateri Egipčani so menili, da so Kolhidčani potomci Sesostrisove armade, sam pa menim, da so potomci Egipčanov, ne samo zato, ker imajo Kolhidčani temno polt in skodrane lase, saj so takšni tudi prebivalci drugih dežel, ampak predvsem zato, ker so ob Egipčanih in Etiopcih edino ljudstvo, ki prakticira obrezovanje.
Skupina znanstvenikov pod vodstvom Johannesa Krauseja je leta 2017 uspela zanesljivo dekodirati  genome  90 mumificiranih posameznikov. Zaradi ogromnega časovnega okvira in omejenega števila posameznikov (mumij) raziskave niso dokončne, vendar kažejo, da so bili stari Egipčani zelo podobni starodavnim in sodobnim prebivalcem, zlasti Levanta. DNK iz podsaharske Afrike skorajda ni. Zanimivo je, da je genska slika mumij ostala značilno konsistentna tudi potem, ko so Egipt osvojili Nubijci, Grki in Rimljani. DNA podsaharskih prednikov ima približno 15-20 % sodobnih Egipčanov, medtem ko ima podsaharsko DNA samo 6-15 % mumij.

## Zapuščina
Kultura in spomeniki starodavnega Egipta so pustili trajne sledove v celemu svetu. Vpliv Egipta se je začel širiti že v starem veku. Ko so v Rim pripeljali egipčanske obeliske in druge artefakte, je v Rimskem cesarstvu postal priljubljen kult boginje Izide. Rimljani so iz Egipta začeli uvažati tudi gradiva za postavljanje egipčanskim podobnih zgradb. Za Egipt so se začeli zanimati in o njem pisati Zgodovinarji Herodot, Strabon in Diodor Sicilski, tako da je za Rimljane postal nekakšna skrivnostna dežela.
V srednjem veku in renesansi je poganska egipčanska kultura začela umirati zaradi širjenja  krščanstva in islama, zanimanje zanjo pa se je nadaljevalo v spisih srednjeveških učenjakov, med katerimi sta bila tudi islamski mistik in asket nubijskega porekla Dhul-Nun al-Misri in egipčanski zgodovinar Al-Makrizi.  V 17. in 18. stoletju so evropski popotniki in turisti začeli iz Egipta prinašati antikvitete in pisati svoje potopise, kar je v Evropi sprožilo val egiptomanije. V Egipt so začeli odhajati zbiralci, ki so ukradli, kupili ali dobili veliko dragocenih antikvitet.
Čeprav je evropska kolonialna okupacija Egipta uničila velik del njegove zgodovinske dedišćine, je nekaj posameznikov le pustilo bolj pozitiven vtis. Napoleon, na primer, je v Egipt pripeljal 150 znanstvenikov in umetnikov, ki so opravili prve znanstvene študije in v Description de l'Égypte (Opis Egipta) objavili njegovo zgodovino.
V 20. stoletju sta egiptovska vlada in arheologi prepoznali pomen kulturnega spoštovanja in integritete pri izkopavanjih. Vrhovni svet za starine zdaj odobrava in nadzira vsa izkopavanja, katerih namen je najti podatke in ne zakladov. Svet nadzira tudi muzeje in programe obnov in rekonstrukcij, namenjene ohranjanju zgodovinske zapuščine Egipta.